# Zoran Milanović
Zoran Milanović (Zagreb, 30. listopada 1966.) hrvatski je političar i pravnik, koji obnaša dužnost predsjednika Republike Hrvatske od veljače 2020. Prethodno je obnašao dužnost predsjednika Vlade Republike Hrvatske od prosinca 2011. do siječnja 2016. Od lipnja 2007. do studenog 2016. bio je predsjednik Socijaldemokratske partije Hrvatske. Iz stranke službeno izlazi 2020.
Nakon diplomiranja na Pravnom fakultetu u Zagrebu zaposlio se u Ministarstvu vanjskih i europskih poslova. Radio je u Predstavništvu Republike Hrvatske pri EU i NATO-u u Bruxellesu, gdje 1998. završava poslijediplomski studij europskoga i komparativnoga prava na Sveučilištu u Bruxellesu. Godine 1999. postaje član SDP-a, a 2007., nakon smrti bivšeg premijera Ivice Račana, postaje predsjednik stranke. Na parlamentarnim izborima 2007. su bili 2. po broju glasova, međutim 2011. stvara se Kukuriku koalicija koja pobjeđuje na izborima. Milanović 23. prosinca 2011. postaje premijer.  
Početkom premijerskog mandata u Hrvatskoj je održan uspješan referendum o ulasku Hrvatske u Europsku uniju te je ona 1. srpnja 2013. postala 28. članica te zajednice. Kraj Milanovićevog mandata obilježen je migrantskom krizom koja u Hrvatskoj počinje početkom rujna 2015. te Hrvatska postaje glavna tranzitna zemlja za migrante iz azijskih i afričkih zemalja koji u većini slučajeva nakon prolaska kroz zemlju ulaze u zonu zemalja potpisnica Schengenskog sporazuma.

## Raniji život
Otac Stipe rodom je iz Glavica kod Sinja, a majka Đurđica »Gina«, rođena Matasić, rodom iz Senja. Stipe Milanović učlanio se u KPJ sa 17 godina, a izašao je iz iste 1986. godine te se 1991. učlanio u HDZ i postao pomoćnikom ministra prosvjete, kulture i sporta Vlatka Pavletića. Otac Stipe studijski je kolega i vjenčani kum Vlade Veselice. Milanovićev djed bio je skupa u partizanima s Veseličinim ocem Stipom. Milanovićeva baka po majci Marija Matasić, porijeklom iz Senja, krstila je Zorana u tajnosti 10. travnja 1968. i nadjenula mu ime Marijan, a Zoranovim roditeljima to je otkrila tek potkraj 1990. godine.
Odrastao je na Trnju, a zatim na Črnomercu. Pohađao je srednju školu „Centar za upravu i pravosuđe” (danas I. gimnazija u Zagrebu). Diplomirao je pravo na Pravnom fakultetu u Zagrebu kao izvrstan student. Za vrijeme studiranja dobiva Rektorovu nagradu i sudjeluje na studentskom natjecanju iz međunarodnog javnog prava „Telders” u Haagu. Prema vlastitom priznanju, u mladosti je bio buntovan i sklon tučnjavi.
Zapošljava se najprije na Trgovačkom sudu u Zagrebu, a zatim, 1993. godine u Ministarstvu vanjskih poslova, gdje ga na posao prima Ivan Šimonović. Godinu dana kasnije odlazi u mirovnu misiju OESS-a u ratni Azerbajdžan, u okupirani Gorski Karabah gdje boravi 45 dana. Savjetnikom u hrvatskoj misiji pri Europskoj uniji i NATO-u u Bruxellesu postaje 1996. godine, gdje dvije godine kasnije završava poslijediplomski studij europskoga i komparativnoga prava na flamanskom Sveučilištu u Bruxellesu. Nakon toga, 1999., vraća se u Ministarstvo vanjskih poslova.

## Politička karijera

### Početci u SDP-u
Zoran nije pošao očevim stopama. Otac Stipe bio je član HDZ-a jedno vrijeme, a zahvaljujući intervenciji Marka Veselice, početkom 1990-ih je postao zamjenik ministra prosvjete za financijska pitanja u HDZ-ovoj vladi, i to je bio zamjenik akademiku Vlatku Pavletiću.
Godine 1999. učlanjuje se u SDP. Nakon pobjede koalicije predvođene SDP-om na izborima 2000. godine, povjerena mu je komunikacija s NATO-om. Tri godine kasnije postaje pomoćnik ministra vanjskih poslova Tonina Picule. Nakon pobjede HDZ-a na izborima 2003. odlazi s mjesta pomoćnika.
Godine 2004. izabran je u Glavni odbor SDP-a, a dvije godine kasnije nakratko postaje glasnogovornik SDP-a. Početkom rujna 2006. godine izabran je za koordinatora rada SDP-a u četvrtoj izbornoj jedinici.

### Predsjednik stranke
Nakon smrti Ivice Račana, na sjednici Glavnog odbora 21. travnja prvi najavljuje kandidaturu za predsjednika stranke. Objava kandidature dočekana je ovacijama. Prevladavajuće mišljenje u osvit izborne konvencije bilo je kako Račan, u tekstu svoje ostavke neposredno pred smrt, sintagmom o »novim snagama« zapravo daje podršku Milanoviću u kandidaturi za predsjednika. Na 10. izvanrednoj izbornoj konvenciji Milanović je u drugom krugu pobijedio Željku Antunović sa 150 glasova prednosti i time postao drugi predsjednik SDP-a u povijesti.
Zahvaljujući njegovom izboru, rejting SDP-a u istraživanjima je doživio rast te su mnogi analitičari predviđali lijevoj opciji s Ljubom Jurčićem kao premijerskim kandidatom uvjerljivu pobjedu na predstojećim parlamentarnim izborima. Međutim, HDZ pobjeđuje na izborima u studenom 2007. godine, što su neki komentatori pripisali nedostatku iskustva kod Milanovića.
Godine 2008. pobjeđuje Davorka Vidovića i Dragana Kovačevića u borbi za mjesto predsjednika SDP-a te nastavlja svoj mandat. Nakon što 2011. godine Kukuriku koalicija predvođena SDP-om pobjeđuje na parlamentarnim izborima, Zoran Milanović postaje i predsjednik hrvatske vlade.

## Predsjednik Vlade

### Unutarnja politika
Milanovićeva vlast započela je svoj mandat uvođenjem nekoliko liberalnih reformi. Tijekom 2012. godine donesen je Zakon o medicinski potpomognutoj oplodnji, uveden je zdravstveni odgoj u sve osnovne i srednje škole, a Milanović je najavio daljnje proširenje prava za istospolne parove. Tijekom izbora 2011. koalicija Kukuriku obećala je objaviti registar branitelja Domovinskog rata, što je i učinjeno u prosincu 2012. godine. 
Na suđenju Anti Gotovini i drugima, nakon prvobitne presude za krivnju u travnju 2011., Ante Gotovina i Mladen Markač bili su konačno oslobođeni u studenom 2012. godine. Milanović je presudu nazvao »važnim trenutkom za Hrvatsku«, dodavši da nam je »skinut ogroman teret s ramena, a Markaču i Gotovini hvala što su ovoliko izdržali za Hrvatsku«.
U rujnu 2013. započeli su antićirilični prosvjedi protiv uvođenja dvojezičnih natpisa sa srpskom ćirilicom u Vukovaru. Milanović ih je osudio kao »šovinističko nasilje«, rekavši da neće uklanjati natpise s ćirilicom u Vukovaru jer je sam statut grada bio donijet u vrijeme HDZ-ove vlasti te da »vladavina zakona mora prevladati«.
Dne 1. prosinca 2013. godine, u Hrvatskoj je održan ustavni referendum, treći od osamostaljenja. Na referendumu, koji je organizirala građanska inicijativa »Za obitelj«, predložen je amandman kojim bi se brak definirao kao zajednica muškarca i žene, čime je stvorena ustavna zabrana istopolnih brakova. Milanović se usprotivio prijedlogu i rekao HRT-u da će glasati protiv. Vlada je savjetovala građanima da glasaju protiv, ali referendum je ipak prošao sa 65 % glasova za, međutim, odaziv birača bio je samo 38 %. Milanović je bio nezadovoljan što se referendum uopće održao, rekavši: "Mislim da nas nije učinio boljim, pametnijim ili ljepšim." Također je rekao da referendum ne mijenja postojeću definiciju braka prema hrvatskim zakonima. Nadalje je najavio nadolazeću donošenjem Zakona o partnerstvu, koji će istospolnim osobama omogućiti da formiraju zajednicu doživotnog partnerstva koja će dijeliti ista prava kao i pravo na brak, osim prava na usvajanje. Dana 12. prosinca 2013., Vlada je donijela predloženi prijedlog zakona, a parlament je u srpnju 2014. donio Zakon o životnom partnerstvu. 
Loša ekonomska situacija oslabila je izvorno snažnu javnu podršku Milanovićevoj vladi, što se pokazalo na lokalnim izborima 2013. godine. Na prvim izborima za Europski parlament u Hrvatskoj 2013. godine, SDP je osvojio 32 % glasova i pet zastupnika, jedan manje od HDZ-a, najveće oporbene stranke. Sljedeće godine SDP osvaja 29,9 % i četiri zastupnika u Europskom parlamentu. Milanović i njegova stranka dali su podršku Ivi Josipoviću na predsjedničkim izborima 2014./15., koje pobjeđuje Kolinda Grabar-Kitarović iz redova HDZ-a. 
Hrvatski branitelji započeli su prosvjed u Zagrebu u listopadu 2014., pozivajući na ostavku ministra branitelja Predraga Matića, i novi ustavni zakon koji im garantira prava. Milanović je odbio njihove zahtjeve, rekavši da nema razloga otpustiti ministra i da se neće podvrgnuti ultimatumima, poručivši »moja vlada nije ni razmišljanjem, ni djelovanjem ni propuštanjem dovela u pitanje ljudsko dostojanstvo hrvatskih branitelja i vječni značaj Domovinskog rata«.
Prosvjed se nastavio tijekom cijele 2015. godine. U svibnju 2015. eskalirao je kada su se stotine branitelja posvađale s policijom ispred vladine zgrade. Milanović je rekao da njegova vlada nije suzbila njihova prava i da je spremna za razgovore, ali da ih neće ucjenjivati. Optužio je oporbenu stranku HDZ za manipulaciju braniteljima. Šef oporbe Tomislav Karamarko odbacio je optužbe.  Milanović se u lipnju sastao s predstavnicima branitelja, ali prosvjed se nastavio.
Dana 4. kolovoza 2015. godine, na inzistiranje Milanovića i ministra obrane Ante Kotromanovića, u Zagrebu je održana vojna parada Oružanih snaga Republike Hrvatske u čast Dana pobjede i domovinske zahvalnosti te Dana hrvatskih branitelja kojom se slavi 20. godišnjica vojnoredarstvene operacije Oluja. Milanović se zahvalio svima koji su žrtvovali svoje živote za slobodu Hrvatske. Također je izrazio zahvalnost dr. Franji Tuđmanu, prvom hrvatskom predsjedniku, koji je Hrvatsku vodio tijekom rata riječima:
| „ | Prije dvadeset godina, u vojnoredarstvenoj operaciji Oluja oslobođen je najveći dio Hrvatske i stvoreni su svi uvjeti da naša zemlja, nakon godina okupacije i rata, počne živjeti i razvijati se kao samostalna, cjelovita i demokratska europska država. Sloboda je najveće blago i nikome ne trebamo dokazivati koliko je Oluja - nakon mučne četiri godine ubijanja i progona na okupiranim područjima - bila opravdana, koliko je bila potrebna, koliko je novih žrtava spriječila i koliko je bila neizbježna. Hrvatska je imala svako pravo poduzeti sve da ostane živa i cjelovita, imala je pravo ne biti protjerana iz svojih domova, imala je sva prava ne biti više živi štit onima koji su rušili gradove i spaljivali sela. Hrvatska danas ne slavi rat, ne slavi ničiju patnju niti progonstvo, neka to bude jasno onima kojima još nije. Hrvatska je poduzela sve da rata ne bude, nudila je mirna rješenja. I bila odbijena. Hrvatska danas slavi slobodu i mir, čista srca slavi pobjedu, prekretnicu koja je dokrajčila ružan, nametnut i osobito podao rat. Olujom je Hrvatska ponovno uspostavila svoj prerezani krvotok, a vjera u svoje tek stasale vojnoredarstvene snage zamijenila je osjećaj nepravde i nemoći pred dotad nadmoćnom vojnom mašinerijom. Hrvatska je porazila jednu zločinačku politiku, dokazala da se ne isplati posezati za tuđim, da se ništa oteto ne može zadržati, a da svoje vrijedi braniti. Bez Oluje, niti mirna reintegracija hrvatskog Podunavlja ne bi bila moguća. Istina je, sloboda je skupocjena i Hrvatska ju je skupo platila. Ovo je prigoda da još jednom od srca zahvalimo svima koji su se žrtvovali za slobodnu Hrvatsku, prije svega da zahvalimo hrvatskim braniteljima koji nam jesu i ostat će u srcu cijeloga života. Slobodna i demokratska Hrvatska najljepši je mogući spomenik poginulim braniteljima, onoj hrabroj vojsci koja se dala bez ostatka, koja nije ispostavljala račune, koja nije tražila ni uzimala, ali je zato znala davati i sanjati hrvatsku slobodu. Zahvalni smo onima koji nisu oklijevali umrijeti za domovinu, zahvalni smo njihovim obiteljima. Nastavili smo brinuti o njima da dalje ne moraju same, nastavili smo brinuti o braniteljima i štititi ih u najvećoj mogućoj mjeri od tereta teške gospodarske krize iz koje, sad je već izvjesno, napokon izlazimo i idemo naprijed. Pobjedu u Oluji ostvario je narod, naši građani koji su izabrali vlast i dali joj vođenje države. U to vrijeme, a bilo je to najteže vrijeme od stjecanja državne neovisnosti, Hrvatsku je vodio Franjo Tuđman i njemu moramo odati zahvalnost i priznanje što je zajedno s brojnim suradnicima državu pripremio i osposobio za očuvanje cjelovitosti i samostalnosti Hrvatske. | ” |
| — Premijer Milanović tijekom obilježavanja 20. godišnjice Operacije Oluja, 5. kolovoza 2015. godine. | |   |

### Gospodarstvo
Vlada Zorana Milanovića podigla je standardni porez na dodanu vrijednost s 23 % na 25 % i uvela nove stope PDV-a za robe i usluge koje ranije nisu oporezivane. Također je smanjila doprinose za socijalno osiguranje i plaće u javnom sektoru. U listopadu je usvojen Zakon o financijskom poslovanju i predstečajnoj nagodbi koji je omogućio tvrtkama koje nisu bile u mogućnosti platiti račune opstanak tijekom stečajnog postupka i restrukturiraju svoje dugove. Zbog protivljenja koalicijskog partnera HNS-a porez na imovinu nije proširen.
Vlada je uspjela smanjiti proračunski deficit na 5,3 % u 2012., ali BDP se smanjio za 2,2 %, a javni dug je dostigao 69,2 %. Milanovićevo vrijeme na vlasti obilježeno je nekoliko smanjenja kreditnog rejtinga Hrvatske. Dana 14. prosinca 2012. smanjen je dugoročni rejting zemlje na BB +, a kratkoročni na B, dok je 1. veljače 2013. smanjen na kreditni rejting Hrvatske s Baa3 na Ba1.
U 2012. započelo je nekoliko velikih građevinskih projekata, uključujući novi putnički terminal u Zračnoj luci Zagreb i treći blok termoelektrane Plomin. Međutim, neki projekti su obustavljeni, uključujući hidroelektranu Ombla. Vlada je poručila da izgradnja Pelješkog mosta počinje u proljeće 2016. Milanović je izrazio potporu za daljnje istraživanje nafte i plina te iskorištavanje Jadranskog mora, za razliku od oporbenih stranaka i organizacija za zaštitu okoliša.
U studenom 2012. ministar gospodarstva i potpredsjednik vlade Radimir Čačić podnio je ostavku, a zamijenio ga je Ivan Vrdoljak. U 2013. godini uveden je novi zakon o fiskalizaciji za kontrolu sive ekonomije i smanjenje izbjegavanja poreza. Vlada se do svibnja 2013. usredotočila na brodogradnju i privatizirala državna brodogradilišta. Kako bi se servisirao javni dug, vlada je predstavila projekt monetizacije hrvatskih autocesta u 2013. koji bi donio oko 2,5 milijardi eura. Sindikati i građanske udruge odbacili su prijedlog i pozvali na povlačenje odluke. Građanska inicijativa pod nazivom »Ne damo naše autoceste« prikupila je potpise za referendum o autocesti. Iako je ustavni sud presudio da je referendum o toj temi neustavan, vlada je objavila da povlači odluku. Umjesto prvobitnog plana da se autoceste u zemlji daju u zakup stranim investitorima, vlada će hrvatskim građanima i mirovinskim fondovima ponuditi dionice u njima.
Zakon o mirovinskom osiguranju iz siječnja 2014. podigao je zakonsku mirovinu sa 65 na 67 godina, a prijevremenu dob umirovljenja sa 60 na 62. Stopa nezaposlenosti dosegla je vrhunac u veljači 2014. na 22,7 %, ali od tada neprestano opada i dostiže najnižu stopu u dvije godine u kolovozu. U svibnju 2014. Milanović je otpustio ministra financija Slavka Linića zbog imovinskog posla za koji je rekao da je naštetio državnom proračunu i na njegovo mjesto imenovao Borisa Lalovca. Promjene poreza na dohodak uvedene su 2015. godine, povećao se neoporezivi dio dohotka, što je rezultiralo neto povećanjem plaća za oko milijun ljudi.
U siječnju 2015. vlada je odlučila zamrznuti tečaj za švicarske franke na godinu dana, nakon porasta franka koji je uzrokovao sve skuplje zajmove za korisnike kredita u toj valuti. U kolovozu 2015. Milanović je najavio da će se zajmovi švicarskog franka pretvoriti u kredite u eurima.
BDP se smanjio u 2013. (–0,9 %) i 2014. (–0,4 %), ali je u 4. tromjesečju 2014. rast realnog BDP-a dosegao 0,3 %, prvi put od 2011. Objavljeno je 28. kolovoza 2015. da je ekonomija narasla za 1,2 % za treće tromjesečje zaredom, a što je obilježilo izlaz Hrvatske iz šest godina recesije. Proračunski deficit smanjio se u 2015. na 3,2 % BDP-a, što je pad s 5,5 % u 2014., a javni dug je iznosio 86,7 % BDP-a, što je najniža stopa rasta duga od uvođenja metodologije „ESA 2010”.
Izvješće Svjetskoga ekonomskog foruma o konkurentnosti za 2014. svrstalo je Hrvatsku na šesto mjesto na ljestvici država s neučinkovitom vladom.

### Vanjski odnosi

#### Bosna i Hercegovina
Odnos Hrvatske prema Bosni i Hercegovini u vrijeme Milanovićevog mandata se znatno promijenio. Za razliku od prethodnih vlasti, Milanovićeva vlada je dala značajnu podršku Hrvatima u BiH. Prethodne vlasti u Hrvatskoj, naročito nakon smrti Franje Tuđmana nisu pokazivale interes za položaj Hrvata u BiH. Štoviše, bivši predsjednik Stjepan Mesić se sukobio s hrvatskim političarima u BiH, a istodobno gradio prijateljske odnose s bošnjačkim političarima. Milanovićeva politika prema BiH ocijenjena je kao »najsuvislija i najbolja politika prema BiH« za Hrvate »unatrag dva desetljeća«. Javno je izrazio zanimanje Hrvatske za stanje u Bosni i Hercegovini i položaj Hrvata kao konstitutivnog naroda.
Simbolično, nakon što mu je Sabor potvrdio drugi uzastopni mandat, Milanović je za prvi posjet odabrao BiH, odnosno grad Mostar, i to u vrijeme velikih nereda u veljači 2014. koje su izazivali bošnjački prosvjednici, što je umalo rezultiralo međunacionalnim sukobom u gradu. Štoviše, nije posjetio Sarajevo kao glavni grad, što je izazvalo kritike među bošnjačkim političarima i javnim osobama. Poslije Mostara posjetio je Vitez i Široki Brijeg. Sarajevo je odabrao kao posljednju destinaciju prije napuštanja zemlje. Time je postao prvi hrvatski premijer koji je posjetio Hrvate u BiH nakon više od dvadeset godina. Milanovićev posjet Mostaru pohvalio je i vođa oporbe Tomislav Karamarko.
Milanović je pristaša olakšavanja puta Bosni i Hercegovini za ulazak u Europsku uniju te je kritizirao zahtjev europskih političara da BiH mora mijenjati Ustav kao uvjet za status kandidata. Milanović je izrazio konzervativan stav glede implementacije presude Sejdić-Finci Europskog suda za ljudska prava na bosanskohercegovački Ustav, koji onemogućava pripadnicima nacionalnih manjina da budu birani na neke dužnosti izvršne vlasti. Kritizirao je stavove onih koji tvrde da su promjene Ustava uvjet bez kojega se ne može, navodeći da je Bosna i Hercegovina s takvim ustavom primljena u Vijeće Europe i da od tada nije niti jednom mijenjan, napominjući da, ako je u trenutku ulaska BiH u Vijeće Europe Ustav bio u skladu s dokumentima Vijeća Europe, »onda je valjda i danas«. Zahtjeve za promjenom nazvao je »politički i pravno nepoštenima« zbog njihovog retroaktivnog karaktera, ali i neprincipijelnima, jer slične ustave imaju Cipar i Belgija, koje su već članice Europske unije. Primjerice, Ustav Cipra navodi da predsjednik može biti samo Grk. Milanović je naveo da uz takve uvjete, Bosna i Hercegovina nikada neće biti članicom Europske unije, naglasivši da je daytonski Ustav zaustavio rat u toj zemlji. Podržao je ulazak cijele regije u Europsku uniju, dajući Bosni i Hercegovini prioritet, »ne samo radi Hrvata u BiH, ali jako puno i zbog Hrvata koji imaju putem hrvatskog i europsko državljanstvo«.

## Ostavka na mjesto predsjednika stranke
Nakon što na parlamentarnim izborima 2015. godine SDP gubi vlast, Milanović ne uspijeva vratiti stranku na vlast na prijevremenim izborima 2016. godine.
Zoran Milanović se odlučuje povući s mjesta predsjednika SDP-a te u studenom 2016. godine za predsjednika stranke biva izabran Davor Bernardić.
Nakon povlačenja s hrvatske političke scene osniva savjetničku tvrtku EuroAlba Advisory, a od 2017. godine postaje savjetnik albanskom premijeru Ediju Rami. Iste godine postaje predsjednikom Diplomatskog vijeća Visoke škole međunarodnih odnosa i diplomacije Dag Hammarskjöld u Zagrebu.

## Predsjednički izbori 2019./2020.
Krajem 2018. godine javljaju se napisi o Milanovićevoj kandidaturi za predsjedničke izbore 2019. godine[nedostaje izvor], koje 17. lipnja 2019. potvrđuje objavom kandidature na svojemu profilu na Facebooku pod sloganom „Predsjednik s karakterom”. Sljedećeg mu mjeseca glavni odbor SDP-a daje potporu, a potom dobiva i potporu HSS-a, HSU-a, PGS-a, Reformista, Demokrata, IDS-a, Laburista, GLAS-a, MDS-a i Stranke umirovljenika.
Nakon prebrojanih glasova, 5. siječnja 2020., u sklopu drugog kruga izbora, osvojio je 104 tisuće glasova više od nezavisne kandidatkinje s podrškom HDZ-a i četvrte hrvatske predsjednice Kolinde Grabar-Kitarović.

## Predsjednički mandat
Inauguracija Milanovića kao petog predsjednika Republike Hrvatske održana je 18. veljače 2020. Ona se prvi put nije održala Markovu trgu, nego je po Milanovićevoj želji ceremonija održana u manjem obujmu. Pozvano je 40 gostiju, uključujući državne službenike, bivše predsjednike, svoju obitelj i članove tima u kampanji. Prvi put vođe političkih stranaka, diplomati i uzvišene osobe iz Crkve nisu prisustvovali ceremoniji. Inauguracija je počela s izvedbom hrvatske himne pjevačice Josipe Lisac, koja je dobila miješane reakcije zbog nestandardnog stila pjevanja.
Dana 24. veljače 2020. godine, snažno je osudio paljenje lutke homoseksualnog para s djecom na karnevalu u Imotskom.
Prvi posjet stranoj državi učinio je 27. veljače, u Otočecu ob Krki u Sloveniji, gdje se susreo sa slovenskim kolegom Borutom Pahorom.

### Rat u Ukrajini
Milanović je kritizirao posjet premijera Andreja Plenkovića Ukrajini prosinca 2021. godine, opisavši ga kao »obično šarlatanstvo« uslijed napetosti koje su prethodile invaziji Rusije na Ukrajinu.
Oštar odgovor ukrajinske vlade uslijedio je nakon Milanovićeve izjave 25. siječnja 2022. da je Ukrajina korumpirana zemlja kojoj nije mjesto u NATO-u te da Rusija nije prijetnja nikome. Milanović je također Euromajdan nazvao državnim udarom. Ukrajinski ministar vanjskih poslova pitao je hrvatsku veleposlanicu za objašnjenje, nakon čega je ministarstvo poručilo da Milanović time širi narativ ruske propagande, ne uklapa u službeni stav Hrvatske koja podržava suverenitet i teritorijalni integritet Ukrajine, narušava bilateralne odnose i potkopava jedinstvo Europske unije i NATO-a uoči novog sigurnosnog rizika u Europi. Ministarstvo je zahtijevalo pobijanje i neponavljanje uvredljivih izjava predsjednika RH. Istog dana se Milanović pojavio na crnom popisu Mirotvorca, mrežne stranice koja objavljuje popis i osobne informacije neprijatelja Ukrajine. Ruski provladini mediji predstavili su Milanovićeve izjave kao razmimoilaženje unutar EU-e i NATO-a te su prognozirali da će ga drugi europski čelnici pratiti. Premijer Plenković izjavio da su to nestvarne izjave za koje je mislio da ih je izjavio »neki ruski dužnosnik« te se ispričao Ukrajincima.[nedostaje izvor] U razgovoru za RTL, Milanović se odbio ispričati, potvrdio je svoj stav o Ukrajini i rekao da se Plenković »ponaša kao ukrajinski agent«, a on kao hrvatski predsjednik.

### Ulazak Finske i Švedske u NATO
U travnju 2022. godine Milanović je najavio da će blokirati ulazak Finske i Švedske u NATO dok se ne izmjeni izborni zakon u Bosni i Hercegovini koji dozvoljava Bošnjacima izbor hrvatskog člana Predsjedništva, no na NATO-vu summitu u Madridu održanu krajem lipnja 2022. godine nije postavio veto na ulazak dviju država u NATO.

### Rat u Gazi
Milanović je u listopadu 2023. godine kritizirao Izraelske napade odmazde na Pojas Gaze, izjavivši:
 Ja sam osudio ubojstva, izrazio čak gađenje i gnušanje, ali pravo na obranu ne uključuje pravo na osvetu i ubojstva civila.

## Parlamentarni izbori 2024.
Dana 15. ožujka 2024., nekoliko sati nakon raspisivanja izbora za Hrvatski sabor za 17. travnja, Milanović je na iznenađenje svih najavio svoju kandidaturu za predsjednika Vlade na listi SDP-a, kao neovisni kandidat. Ustavni sud RH je na temelju članka 125., a na temelju izjave Zorana Milanovića da će se kandidirati za predsjednika Vlade Republike Hrvatske, 18. ožujka izdao upozorenje Zoranu Milanoviću da mora podnijeti ostavku na mjestu predsjednika Republike ako želi biti kandidat.
Svoj su zaključak temeljili prema članku 96. Ustava, predsjednik Republike ne smije sudjelovati u stranačkim aktivnostima, biti na listi za izbor zastupnika ili isticati se kao kandidat za mjesto predsjednika Vlade.
| „                                                                  | Nakon što se izbori završe, Predsjednik Republike Hrvatske može dati ostavku na dužnost, biti kandidat političke opcije, ali ne može biti kandidat sada na izborima za Sabor i nastupati u budućem svojstvu, sudjelovati u kampanji, dolaziti na skupove i nastupati kao i svaki drugi kandidat. | ” |
| — Miroslav Šeparović, predsjednik Ustavnog suda Republike Hrvatske | |   |

Odluka Suda nije bila jednoglasna (9 za, 2 protiv, 2 neizjašnjena). Naime, u Ustavu se nigdje izričito ne zabranjuje kandidatura predsjednika Republike. Slična situacija dogodila se 1995. kada je Franjo Tuđman bio na listi HDZ-a i pobijedio. Tada je predsjednikom vlade postao Zlatko Mateša, a Tuđman je osvojio drugi predsjednički mandat. Milanović je nakon objave Suda inzistirao u najavi da će izaći na izbore i pobijediti te da će odstupiti, a svoje dužnosti Predsjednika Republike i uz potporu nove većine u Hrvatskome saboru preuzeti odgovornost za vođenje Vlade Republike Hrvatske. U svojoj objavi članove Suda nazvao je „glodavcima”, a predsjednicu Suda, pred kojom je 2020. polagao predsjedničku prisegu, „crnom slavonskom svinjom”.  U Veloj Luci je članove Suda nazvao „gangsterskom družinom” i „grupom muljatora”.
Istoga dana po objavi odluke Suda, premijer Andrej Plenković označio je Milanovićevu odluku kao „pokušaj mini državnog udara”. Milanovićevu odluku kvalifikacijom državnog udara označila je i politologinja Mirjana Kasapović. Dražen Budiša za HRT je izjavio kako drži da je Milanović kandidaturom „narušio ustavnopravni poredak” te kako namjerava vratiti Velered kralja Dmitra Zvonimira s lentom i Danicom kojim ga je Milanović odlikovao 2021.
Nakon posjeta Fakultetu zdravstvenih studija u Rijeci 20. ožujka, u izjavi za novinare na pitanje hoće li poštivati odluke Ustavnog suda i DIP-a odgovorio je:
 Prezirem ta upozorenja. Ne mogu mi ništa. Krše Ustav i predstavljaju smrtnu opasnost za hrvatsku demokraciju. Neću poštivati odluku i radit ću ono što mi nalaže savjest.

## Predsjednički izbori 2024./2025.
Milanović je 26. lipnja 2024. najavio da će se kandidirati na predsjedničkim izborima 2024. Među strankama koje su najavile službenu podršku Milanoviću su Socijaldemokratska partija Hrvatske, Reformisti, Hrvatska seljačka stranka te Nezavisna platforma Sjever. Dana 3. kolovoza 2024. Milanoviću je službenu podršku dala i Stranka umirovljenika. Dana 17. rujna stranka Blok umirovljenici zajedno najavila je podršku Milanoviću na nadolazećim predsjedničkim izborima. Dana 22. listopada stranka Centar najavila je podršku Milanoviću u predsjedničkoj utrci.
Nakon osvojenih 49.09 % u prvome krugu, s osvojenih gotovo 75 % glasova uvjerljivo je pobijedio HDZ-ovog kandidata Dragana Primorca 12. siječnja 2025. u drugome krugu predsjedničkih izbora i time izborio drugi predsjednički mandat. Ovo je, gledano prema postotcima, ujedno i najuvjerljivija pobjeda nekog predsjedničkog kandidata od hrvatske neovisnosti.

## Osobni život
Na društvenim je mrežama 2022. objavljen dokument u kojemu stoji da se Milanović učlanio u SKJ kada je bio na služenju vojnog roka 1985. Milanović je dokument nazvao falsifikatom, a Državni arhiv izjavio je kako je moguće da se radi o falsifikatu, no da bi za konačan odgovor trebalo biti izvedeno puno vještačenje po nalogu suda ili Državnog odvjetništva. Politička novinarka i autorica Marina Karlović Sabalić u biografskoj knjizi o Milanoviću (2015.) napisala je: "Premda dijete partijskog dužnosnika, Milanović nikada nije ušao u Savez komunista." Na početku karijere Milanović je jednom prilikom izjavio da mu je politički uzor vođa hrvatskog proljeća Miko Tripalo.
Od 1994. u braku je sa Sanjom Musić s kojom ima dva sina, Marka koji je hrvač i Antu Jakova. Tečno govori engleski, francuski i ruski jezik.
Navijač je splitskog Hajduka.

## Drugi o Milanoviću
- Novinarka i autorica Marina Karlović Sabolić o Milanoviću je rekla sljedeće:[59]  Na startu političke karijere Zorana Milanovića sve je bilo na njegovoj strani. Mlad i svjež, čvrst i beskompromisan, odlučan i nepokolebljiv, ostavljao je dojam čovjeka rođenog da mijenja svijet. Po svemu je bio tri koplja iznad konkurencije. Milanović je izuzetno školovan čovjek. S Rektorovom nagradom u džepu, solidnom diplomatskom karijerom iza sebe, briselskim doktoratom iz europskog prava[a] i pasioniranom navadom da čitanjem popuni sve praznine u vlastitom znanju, Milanović je bio obrazovaniji nego ijedan premijer prije njega. Uz to, bio je i odličan erudit. Kada je bio koncentriran i kada mu fokus govora nisu zasjenjivale nevažne reminiscencije, rijetko mu je tko na domaćoj sceni mogao parirati. (...) Milanović je puno puta pokazao da igra najbolje kad mu je najteže. On je 2015. ušao u utakmicu života. Sa samo jednim ciljem: da tri blijede premijerske  godine zasjeni onom blistavom četvrtom u kojoj će građani upoznati novo lice predsjednika svoje Vlade. I oprostiti mu svu bahatost i aroganciju, pogled s visine, stranačke uhljebe. (...) Znao je da, ako u tome uspije, Hrvati će ga ponovno birati za svojega premijera. Ako ne, pamtit će ga kao političara čiji su se snovi o uspješnoj vladavini razbili na vlastitim slabostima.

## Knjige
- Zoran Milanović: mladić koji je obećavao (2015.)